# Victoria Horwitz
Victoria Diana Horwitz (Buenos Aires, 26 de abril de 1957-Buenos Aires, 30 de abril de 2013), también conocida como Vicky Horwitz, fue una arqueóloga argentina especializada en el estudio de las poblaciones patagónicas y docente de la Universidad de Buenos Aires, donde participó en la gestión universitaria y en la formación de estudiantes de grado y posgrado de las carreras de antropología y arqueología.

## Biografía
Nació en la ciudad de Buenos Aires (Argentina) el 26 de abril de 1957. En la década de 1970 inició los estudios de antropología en la Facultad de Filosofía y Letras de la Universidad de Buenos Aires, recibiéndose en 1983. Recién recibida decidió realizar estudios de posgrado en Estados Unidos. Así obtuvo un máster por la Universidad Estatal de Nueva York de Albany en 1985. Posteriormente realizó una pasantía en la Universidad de California en Santa Cruz en California. En 1990 finalizó su doctorado en la Universidad de Kentucky bajo la dirección de Tom D. Dillehay. Allí se interesó en los grandes concheros en el río Verde (Green River) en Kentucky. Además, obtuvo también varias becas que le permitieron realizar sus investigaciones. Además dio clases en el Departamento de Antropología sobre distintos temas.
Su tesis doctoral se trató sobre la arqueología de la Isla de los Estados en la provincia de Tierra del Fuego, un tema totalmente novedoso para la época; demostrando que el modo de vida de los grupos humanos en el pasado de Isla de los Estados fue diferente al registrado en otros espacios localizados más hacia el interior del archipiélago. Allí realizó varias campañas de trabajos de campo, algunos de ellos con la antropóloga francesa Anne Chapman. En su tesis logró recuperar gran cantidad de evidencias arqueológicas, demostrando que la isla había estado ocupada por poblaciones canoeras del extremo austral y en momentos mucho más tardíos que los primeros pobladores de la isla Grande de Tierra del Fuego. También logró aportar estudios interdisciplinarios que abarcaron aspectos paleogeográfícos, etnográficos, e históricos. Realizó otras investigaciones arqueológicas en el río Santa Cruz junto con Luis Alberto Borrero; y años más tarde en la localidad de Los Antiguos, también en la provincia de Santa Cruz junto con María José Figuerero Torres y Guillermo Mengoni Goñalons.
A comienzos de la década de 1990 regresó a la Argentina, donde se insertó como docente en la Universidad Nacional de Catamarca desde 1993 hasta el 2001; y en la Facultad de Filosofía y Letras de la Universidad de Buenos Aires desde 1995. A lo largo de su vida sufrió de problemas cardíacos, lo que llevó a que no pudiera dedicarse al trabajo de campo arqueológico como en los primeros años de su carrera profesional; y a dedicarse más a la enseñanza universitaria y al gestión académica. En la UBA tuvo una destacada actuación en el dictado de taller de tesis de investigación y seminarios de investigación para los estudiantes avanzados de arqueología.
En cuanto a la gestión, formó parte en varias oportunidades de la Sociedad Argentina de Antropología, donde formó parte de la comisión directiva y dirigió la publicación de libros sobre tesis de licenciaturas y doctorales. También participó en la Fundación Antorchas, cumpliendo diversas funciones desde el año 1993.
Falleció el 30 de abril de 2013 en la ciudad de Buenos Aires.